# Idiognathoides
Genre
Idiognathoides est un genre de conodontes du Carbonifère.

## Systématique
Le genre Idiognathoides a été créé en 1933 par les paléontologues américains Reginald Wilson Harris (d) et Richard Vincen Hollingsworth (d).

## Liste d'espèces
- † Idiognathoides luokunensis
- † Idiognathoides postsulcatus
- † Idiognathoides sinuatus
- † Idiognathoides sulcatus

## Utilisation en stratigraphie
Le Bashkirien, l'étage le plus ancien du Pennsylvanien (Carbonifère supérieur), contient six biozones basées sur des conodontes :
- la zone de Neognathodus atokaensis ;
- la zone de Declinognathodus marginodosus ;
- la zone de Idiognathodus sinuosus ;
- la zone de Neognathodus askynensis ;
- la zone de Idiognathoides sinuatus ;
- la zone de Declinognathodus noduliferus.

La base du Moscovien, le second étage du Pennsylvanien, est proche des premières apparitions des conodontes Declinognathodus donetzianus et Idiognathoides postsulcatus. 

## Publication originale
- (en) R. W. Harris et R. V. Hollingsworth, « New Pennsylvanian conodonts from Oklahoma », American Journal of Science, and Arts, New Haven, Inconnu, vol. s5-25, no 147,‎ 1er mars 1933, p. 193-204 (ISSN 0002-9599 et 1945-452X, OCLC 5694945, DOI 10.2475/AJS.S5-25.147.193).